# قره‌گیله شمالی
قره‌گیله شمالی (نام علمی: 'Vaccinium uliginosum') درختچه کوچکی به ارتفاع ۳۰ تا ۸۰ سانتیمتر و دارای برگ‌های بیضوی، دمبرگ دار، عاری از دندانه به رنگ سبز در هر دو سطح پهنک است. شاخه‌هایی مدور و به رنگ خاکستری دارد. در تورب زارها، آبگیرها و نواحی مردابی جنگل‌ها و حاشیهٔ آب‌های راکد نیمکرهٔ شمالی می‌روید. در کوهستان‌ها نیز تا ارتفاع ۳۰۰۰ هزار متری نیز می‌روید به شرط آنکه جنس زمین سیلیسی باشد. از مشخصات آن این است که میوه‌اش درشت و دارای طعمی ترش و شیرین و در عین حال ناپسند است. اثر درمانی برگ و میوهٔ آن شبیه سیاه‌گیله کبود است. با آنکه میوه‌اش شهرت سمی بودن دارد، اما بررسی‌های مختلف هیچ نوعی مادهٔ سمی را در آن نشان نداده‌است. این گیاه در ایران نمی‌روید.

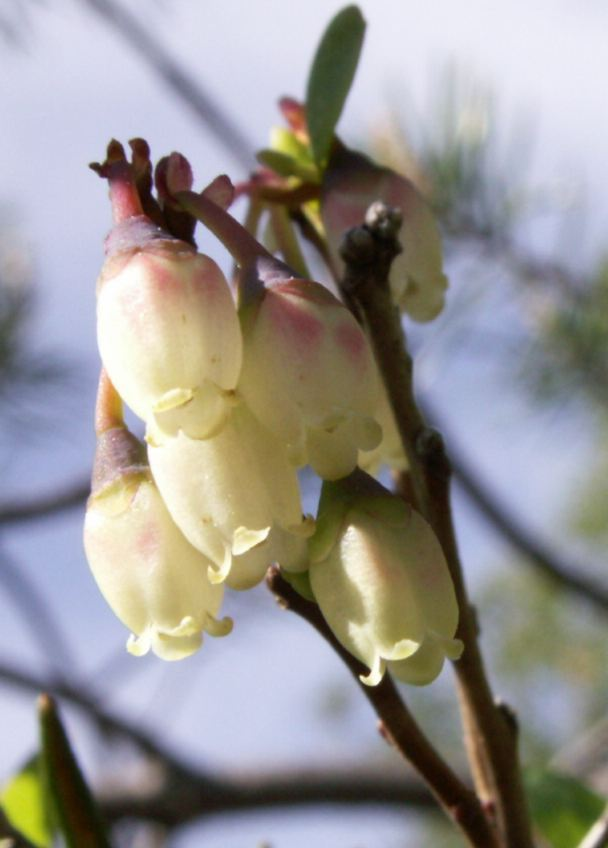
گل گیاه